# Hearts Asleep
Hearts Asleep er en amerikansk stumfilm fra 1919 af Howard Hickman.

## Medvirkende
- Bessie Barriscale som Nancy
- Vola Vale som Virginia Calvert
- Frank Whitson som John Lewis
- George Fisher som Randolph Lee
- Henry Woodward som Gentleman Chi